# Herminia planilinea
Herminia planilinea är en fjärilsart som beskrevs av George Francis Hampson 1898. Herminia planilinea ingår i släktet Herminia och familjen nattflyn. Inga underarter finns listade i Catalogue of Life.